# العامرة (تونس)
العامرة إحدى مدن الجمهورية التونسية، تقع في ولاية صفاقس.

### مواضيع ذات علاقة
- ولاية صفاقس.